# Юнацька ліга УЄФА 2018—2019
Юнацька ліга УЄФА 2018—2019 — шостий розіграш Юнацької ліги УЄФА, клубного футбольного турніру серед юнацьких команд європейських клубів, проведеного УЄФА.

## Формат
Формат турніру передбачає дві групи команд, які змагаються окремо одне від одного до стикових матчів.
Шлях Ліги чемпіонів УЄФА: 32 юнацькі команди клубів, що беруть участь у Лізі чемпіонів УЄФА збережуть формат і розклад матчів групового етапу, які відповідають груповому етапу Ліги чемпіонів УЄФА. Переможці груп пройдуть в 1/8 фіналу, а команди, що посядуть другі місця, пройдуть в стикові матчі.
Шлях національних чемпіонів: 32 переможці національних юнацьких турнірів проведуть два раунди двохматчевих протистоянь, а вісім переможців пройдуть в стикові матчі.
- У стикових матчах переможці національних юнацьких турнірів зіграють один матч вдома проти команд, що посіли другі місця в групі Шляху Ліги чемпіонів УЄФА.
- В 1/8 фіналу переможці груп Шляху Ліги чемпіонів УЄФА зіграють один матч проти переможців стикових матчів (господарі матчів будуть визначені жеребкуванням).
- У чвертьфіналі, півфіналі та фіналі команди зіграють один з одним по одному матчу (господарі чвертьфінальних матчів будуть визначені жеребкуванням, півфінал і фінал буде проведено на нейтральному стадіоні).

## Команди
Всього в турнірі беруть участь 64 команди:
- Юнацькі команди 32 клубів, що беруть участь у груповому етапі Ліги чемпіонів УЄФА 2018—2019 беруть участь у Шляху Ліги чемпіонів УЄФА.
- Переможці національних юнацьких турнірів 32 найкращих асоціацій у відповідності з їх рейтингом беруть участь в Шляху національних чемпіонів (Асоціації, які не мають переможця національного юнацького турніру і національного чемпіона, який вже потрапив в Шлях Ліги чемпіонів УЄФА, будуть замінені наступною асоціацією в рейтингу УЄФА)[1][2].

## Розклад матчів і жеребкувань
Розклад турніру є наступним (всі жеребкування проводяться в штаб-квартирі УЄФА в Ньйоні, Швейцарія, якщо не зазначено інакше).
| Стадія                                 | Раунд         | Дата жеребкування       | 1-й матч                                     | 2-й матч                                     |
| -------------------------------------- | ------------- | ----------------------- | -------------------------------------------- | -------------------------------------------- |
| Груповий етап Шлях Ліги чемпіонів УЄФА | 1 тур         | 30 серпня 2018 (Монако) | 18-19 вересня 2018                           | 18-19 вересня 2018                           |
| Груповий етап Шлях Ліги чемпіонів УЄФА | 2 тур         | 30 серпня 2018 (Монако) | 2-3 жовтня 2018                              | 2-3 жовтня 2018                              |
| Груповий етап Шлях Ліги чемпіонів УЄФА | 3 тур         | 30 серпня 2018 (Монако) | 23-24 жовтня 2018                            | 23-24 жовтня 2018                            |
| Груповий етап Шлях Ліги чемпіонів УЄФА | 4 тур         | 30 серпня 2018 (Монако) | 6-7 листопада 2018                           | 6-7 листопада 2018                           |
| Груповий етап Шлях Ліги чемпіонів УЄФА | 5 тур         | 30 серпня 2018 (Монако) | 27-28 листопада 2018                         | 27-28 листопада 2018                         |
| Груповий етап Шлях Ліги чемпіонів УЄФА | 6 тур         | 30 серпня 2018 (Монако) | 11-12 грудня 2018                            | 11-12 грудня 2018                            |
| Шлях національних чемпіонів            | Перший раунд  | 4 вересня 2018          | 3 жовтня 2018                                | 24 жовтня 2018                               |
| Шлях національних чемпіонів            | Другий раунд  | 4 вересня 2018          | 7 листопада 2018                             | 28 листопада 2018                            |
| Плей-оф                                | Стикові матчі | 17 грудня 2018          | 19-20 лютого 2019                            | 19-20 лютого 2019                            |
| Плей-оф                                | 1/8 фіналу    | 22 лютого 2019          | 12-13 березня 2019                           | 12-13 березня 2019                           |
| Плей-оф                                | Чвертьфінал   | 22 лютого 2019          | 2-3 квітня 2019                              | 2-3 квітня 2019                              |
| Плей-оф                                | Півфінал      | 22 лютого 2019          | 26 квітня 2019 на стадіоні «Коловрей», Ньйон | 26 квітня 2019 на стадіоні «Коловрей», Ньйон |
| Плей-оф                                | Фінал         | 22 лютого 2019          | 29 квітня 2019 на стадіоні «Коловрей», Ньйон | 29 квітня 2019 на стадіоні «Коловрей», Ньйон |

- На груповому етапі Шляху Ліги чемпіонів УЄФА команди принципово проводять свої матчі по вівторках та середах, в ті ж дні, що і відповідні дорослі команди в Лізі чемпіонів УЄФА; однак, матчі можуть проводитися в інші дні, в тому числі по понеділках і четвергах.
- У першому і другому раундах Шляху національних чемпіонів матчі принципово проводяться по середах; однак, матчі також можуть проводитися в інші дні, в тому числі по понеділках, вівторках і четвергах.
- У стикових матчах, 1/8 фіналу і чвертьфіналах матчі принципово проводяться по вівторках і середах; однак, матчі також можуть проводитися в інші дні, за умови, що вони будуть завершені до наступних дат:
  - Стикові матчі: 21 лютого 2019
  - 1/8 фіналу: 15 березня 2019
  - Чвертьфінал: 5 квітня 2019

## Груповий етап
У кожній групі команди грають одна з одною по 2 матчі: вдома та на виїзді (по круговій системі). Команди, що посіли перше місце, виходять у 1/8 фіналу. Команди, що посіли другі місця, виходять у стикові матчі.
| Умовні колірні позначення в таблиці груп                              |
| --------------------------------------------------------------------- |
| Переможці груп потрапляють в 1/8 фіналу.                              |
| Команди, що посіли другі місця в групах, потрапляють в стикові матчі. |

### Група A
| Команда             | І | В | Н | П | ЗМ | ПМ | РМ | О  |
| ------------------- | - | - | - | - | -- | -- | -- | -- |
| Атлетіко            | 6 | 4 | 0 | 2 | 15 | 8  | +7 | 12 |
| Монако              | 6 | 3 | 1 | 2 | 9  | 9  | 0  | 10 |
| Брюгге              | 6 | 2 | 1 | 3 | 10 | 11 | −1 | 7  |
| Боруссія (Дортмунд) | 6 | 1 | 2 | 3 | 7  | 11 | −4 | 5  |

|            | АТЛ | БОР | МОН | БРЮ |
| ---------- | --- | --- | --- | --- |
| Атлетіко   | —   | 4-0 | 3-0 | 1-2 |
| Боруссія Д | 3-4 | —   | 0-2 | 2-1 |
| Монако     | 0-2 | 1-1 | —   | 3-1 |
| Брюгге     | 0-0 | 1-1 | 2-3 | —   |

### Група B
| Команда           | І | В | Н | П | ЗМ | ПМ | РМ | О  |
| ----------------- | - | - | - | - | -- | -- | -- | -- |
| Барселона         | 6 | 3 | 2 | 1 | 8  | 6  | +2 | 11 |
| Тоттенгем Готспур | 6 | 2 | 3 | 1 | 10 | 8  | +2 | 9  |
| Інтернаціонале    | 6 | 2 | 1 | 3 | 10 | 9  | +1 | 7  |
| ПСВ               | 6 | 1 | 2 | 3 | 6  | 11 | −5 | 5  |

|                   | БАР | ТОТ | ПСВ | ІНТ |
| ----------------- | --- | --- | --- | --- |
| Барселона         | —   | 0-2 | 2-1 | 2-1 |
| Тоттенгем Готспур | 1-1 | —   | 2-0 | 2-4 |
| ПСВ               | 1-1 | 2-2 | —   | 2-1 |
| Інтернаціонале    | 0-2 | 1-1 | 3-0 | —   |

### Група C
| Команда         | І | В | Н | П | ЗМ | ПМ | РМ  | О  |
| --------------- | - | - | - | - | -- | -- | --- | -- |
| Ліверпуль       | 6 | 4 | 1 | 1 | 17 | 7  | +10 | 13 |
| Парі Сен-Жермен | 6 | 4 | 1 | 1 | 13 | 10 | +3  | 13 |
| Наполі          | 6 | 1 | 3 | 2 | 9  | 11 | −2  | 6  |
| Црвена Звезда   | 6 | 0 | 1 | 5 | 6  | 13 | −7  | 1  |

|                 | ПСЖ | НАП | ЛІВ | ЦЕЗ |
| --------------- | --- | --- | --- | --- |
| Парі Сен-Жермен | —   | 0-0 | 3-2 | 2-1 |
| Наполі          | 2-5 | —   | 1-1 | 5-3 |
| Ліверпуль       | 5-2 | 5-0 | —   | 2-1 |
| Црвена Звезда   | 0-1 | 1-1 | 0-2 | —   |

### Група D
| Команда     | І | В | Н | П | ЗМ | ПМ | РМ  | О  |
| ----------- | - | - | - | - | -- | -- | --- | -- |
| Порту       | 6 | 4 | 1 | 1 | 13 | 5  | +8  | 13 |
| Локомотив   | 6 | 3 | 1 | 2 | 8  | 5  | +3  | 10 |
| Галатасарай | 6 | 3 | 1 | 2 | 8  | 6  | +2  | 10 |
| Шальке 04   | 6 | 0 | 1 | 5 | 2  | 15 | −13 | 1  |

|             | ЛОК | ПОР | ШАЛ | ГАЛ |
| ----------- | --- | --- | --- | --- |
| Локомотив   | —   | 2-1 | 0-0 | 0-1 |
| Порту       | 2-1 | —   | 3-0 | 2-2 |
| Шальке 04   | 1-4 | 0-3 | —   | 1-2 |
| Галатасарай | 0-1 | 0-2 | 3-0 | —   |

### Група E
| Команда | І | В | Н | П | ЗМ | ПМ | РМ  | О  |
| ------- | - | - | - | - | -- | -- | --- | -- |
| Аякс    | 6 | 3 | 2 | 1 | 23 | 8  | +15 | 11 |
| Бенфіка | 6 | 3 | 2 | 1 | 14 | 9  | +5  | 11 |
| Баварія | 6 | 3 | 2 | 1 | 12 | 8  | +4  | 11 |
| АЕК     | 6 | 0 | 0 | 6 | 2  | 26 | −24 | 0  |

|         | БАВ | БЕН | АЯК | АЕК |
| ------- | --- | --- | --- | --- |
| Баварія | —   | 2-2 | 2-2 | 2-0 |
| Бенфіка | 3-0 | —   | 3-3 | 3-0 |
| Аякс    | 1-2 | 3-0 | —   | 6-0 |
| АЕК     | 0-4 | 1-3 | 1-8 | —   |

### Група F
| Команда         | І | В | Н | П | ЗМ | ПМ | РМ | О  |
| --------------- | - | - | - | - | -- | -- | -- | -- |
| Гоффенгайм 1899 | 6 | 3 | 2 | 1 | 15 | 10 | +5 | 11 |
| Ліон            | 6 | 3 | 2 | 1 | 13 | 8  | +5 | 11 |
| Манчестер Сіті  | 6 | 2 | 1 | 3 | 10 | 14 | −4 | 7  |
| Шахтар          | 6 | 0 | 3 | 3 | 5  | 11 | −6 | 3  |

|                 | МАС | ШАХ | ЛІО | ГОФ |
| --------------- | --- | --- | --- | --- |
| Манчестер Сіті  | —   | 4-1 | 1-4 | 2-1 |
| Шахтар          | 1-1 | —   | 1-1 | 1-2 |
| Ліон            | 2-0 | 2-0 | —   | 3-3 |
| Гоффенгайм 1899 | 5-2 | 1-1 | 3-1 | —   |

### Група G
| Команда     | І | В | Н | П | ЗМ | ПМ | РМ  | О  |
| ----------- | - | - | - | - | -- | -- | --- | -- |
| Реал Мадрид | 6 | 6 | 0 | 0 | 20 | 7  | +13 | 18 |
| Рома        | 6 | 3 | 0 | 3 | 14 | 17 | −3  | 9  |
| Вікторія    | 6 | 1 | 2 | 3 | 11 | 14 | −3  | 5  |
| ЦСКА        | 6 | 0 | 2 | 4 | 6  | 13 | −7  | 2  |

|             | РЕА | РОМ | ЦСК | ВІК |
| ----------- | --- | --- | --- | --- |
| Реал Мадрид | —   | 3-1 | 2-1 | 3-2 |
| Рома        | 1-6 | —   | 3-1 | 3-4 |
| ЦСКА        | 1-4 | 1-2 | —   | 1-1 |
| Вікторія    | 1-2 | 2-4 | 1-1 | —   |

### Група H
| Команда           | І | В | Н | П | ЗМ | ПМ | РМ  | О  |
| ----------------- | - | - | - | - | -- | -- | --- | -- |
| Манчестер Юнайтед | 7 | 5 | 2 | 0 | 20 | 7  | +13 | 17 |
| Ювентус           | 6 | 3 | 1 | 2 | 11 | 11 | 0   | 10 |
| Янг Бойз          | 6 | 2 | 1 | 3 | 12 | 15 | −3  | 7  |
| Валенсія          | 6 | 0 | 1 | 5 | 4  | 14 | −10 | 1  |

|                   | ЮВЕ | МАЮ | ВАЛ | ЯНБ |
| ----------------- | --- | --- | --- | --- |
| Ювентус           | —   | 2-2 | 1-0 | 2-1 |
| Манчестер Юнайтед | 4-1 | —   | 4-0 | 6-2 |
| Валенсія          | 0-1 | 1-2 | —   | 0-1 |
| Янг Бойз          | 4-2 | 1-2 | 3-3 | —   |

## Шлях національних чемпіонів
В Шляху національних чемпіонів 32 команди проводять два раунди двохматчевих протистоянь з матчами вдома і в гостях. Жеребкування пройшло 4 вересня 2018 року. Сіяних команд не було, але перед жеребкуванням 32 команди були поділені на чотири групи, визначені за спортивною та географічною ознакою. 
У першому раунді команди з однієї групи зіграли один проти одного. У другому раунді переможці групи 1 зіграли проти переможців групи 2, переможці групи 3 зіграли проти переможців групи 4, а порядок матчів був визначений жеребкуванням.
У разі, якщо після основного часу другого матчу загальний рахунок залишається рівним, для визначення переможця використовується правило голу, забитого на чужому полі. У випадку, якщо команди як і раніше рівні, переможець визначається в серії пенальті (додатковий час не грається)

### Перший раунд
Перші матчі відбулися 2-4 жовтня 2018 року, матчі-відповіді — 23-24 жовтня 2018 року. 16 переможців першого раунду потрапили у другий раунд.
| Команда 1   | Заг.           | Команда 2             | 1-й матч | 2-й матч |
| ----------- | -------------- | --------------------- | -------- | -------- |
| Алтинорду   | 3:2            | ГІК                   | 1:1      | 2:1      |
| Жиліна      | 1:7            | Монпельє              | 1:5      | 0:2      |
| Базель      | 4:4 (пен. 2:3) | Гамільтон Академікал  | 2:2      | 2:2      |
| Динамо      | 6:1            | Септевмрі             | 1:0      | 5:1      |
| КР          | 1:3            | Ельфсборг             | 1:2      | 0:1      |
| Андерлехт   | 1:1 (ч)        | Адміра Ваккер Медлінг | 0:0      | 1:1      |
| Мідтьюлланн | 4:2            | Богеміан              | 2:1      | 2:1      |
| Челсі       | 14:1           | Молде                 | 10:1     | 4:0      |
| АЕЛ         | 1:4            | ПАОК                  | 1:2      | 0:2      |
| Сігма       | 7:3            | Марибор               | 4:1      | 3:2      |
| Габала      | 4:2            | Шериф                 | 1:1      | 3:1      |
| Герта       | 5:2            | Лех                   | 2:0      | 3:2      |
| Астана      | 7:1            | Влазнія               | 3:1      | 4:0      |
| Анжі        | 3:5            | Маккабі (Тель-Авів)   | 3:2      | 0:3      |
| Віїторул    | 0:3            | Динамо                | 0:1      | 0:2      |
| Мінськ      | 4:3            | Іллєс Академія        | 1:0      | 3:3      |

### Другий раунд
Перші матчі відбулися 6-7 листопада 2018 року, матчі-відповіді — 27-28 листопада 2018 року. 8 переможців першого раунду потрапили у стикові матчі.
| Команда 1   | Заг.    | Команда 2            | 1-й матч | 2-й матч |
| ----------- | ------- | -------------------- | -------- | -------- |
| Алтинорду   | 2:5     | Монпельє             | 2:4      | 0:1      |
| Ельфсборг   | 0:9     | Челсі                | 0:3      | 0:6      |
| Андерлехт   | 2:3     | Динамо               | 1:1      | 1:2      |
| Мідтьюлланн | 4:1     | Гамільтон Академікал | 2:0      | 2:1      |
| ПАОК        | 3:1     | Мінськ               | 2:1      | 1:0      |
| Сігма       | 3:3 (ч) | Маккабі (Тель-Авів)  | 1:1      | 2:2      |
| Габала      | 1:4     | Герта                | 1:3      | 0:1      |
| Астана      | 2:4     | Динамо               | 1:1      | 1:3      |

## Стикові матчі
У стикових матчах 16 команд діляться на вісім пар, у яких грають по одному матчу. Жеребкування було проведено 17 грудня 2018 року. Вісім переможців другого раунду Шляху національних чемпіонів зіграють вдома з командами, що зайняли другі місця в групах Шляху Ліги чемпіонів УЄФА. Команди з однієї асоціації не можуть зіграти одна з одною.
У разі, якщо після основного часу рахунок рівний, переможець визначається в серії пенальті (додатковий час не грається).
Стикові матчі пройшли 19 і 20 лютого 2019. Вісім переможців стикових матчів потрапили в 1/8 фіналу.
| Команда 1   | Рахунок        | Команда 2         |
| ----------- | -------------- | ----------------- |
| ПАОК        | 0:1            | Тоттенгем Готспур |
| Челсі       | 3:1            | Монако            |
| Герта       | 2:1            | Парі Сен-Жермен   |
| Динамо      | 1:1 (пен. 5:4) | Локомотив         |
| Динамо      | 3:0            | Ювентус           |
| Монпельє    | 2:1            | Бенфіка           |
| Сігма       | 0:2            | Ліон              |
| Мідтьюлланн | 1:1 (пен. 4:2) | Рома              |

## Плей-оф
У плей-оф 16 команд зіграють у турнірі на вибування, у кожній парі буде зіграно по одному матчу. Механізм жеребкувань для кожного раунду наступний:
- У жеребкуванні 1/8 фіналу вісім переможців груп Шляху Ліги чемпіонів УЄФА зіграють проти восьми переможців стикових матчів. Команди з однієї групи Шляху Ліги чемпіонів УЄФА не можуть зіграти один з одним, але команди з однієї асоціації можуть зіграти один з одним. Жеребкування також визначить господарів кожного з матчів 1/8 фіналу.
- У жеребкуванні чвертьфіналів і наступних раундів немає посіву, і команди з однієї групи і однієї асоціації можуть зіграти один з одним. Жеребкування також визначає господаря кожного з чвертьфінальних матчів і номінальних «господарів» півфінальних матчів і фіналу (які проводяться на нейтральному полі).

У разі, якщо після основного часу рахунок рівний, переможець визначається в серії пенальті (додатковий час не грається)

### 1/8 фіналу
Матчі відбулися 6-13 березня 2019 року.
| Команда 1       | Рахунок        | Команда 2         |
| --------------- | -------------- | ----------------- |
| Атлетіко        | 1:2            | Реал Мадрид       |
| Гоффенгайм 1899 | 0:0 (пен. 4:2) | Динамо            |
| Барселона       | 3:0            | Герта             |
| Ліон            | 2:2 (пен. 6:5) | Аякс              |
| Динамо          | 1:1 (пен. 4:3) | Ліверпуль         |
| Порту           | 2:0            | Тоттенгем Готспур |
| Челсі           | 2:1            | Монпельє          |
| Мідтьюлланн     | 3:1            | Манчестер Юнайтед |

### 1/4 фіналу
Матчі відбулися 2-3 квітня 2019 року.
| Команда 1       | Рахунок        | Команда 2   |
| --------------- | -------------- | ----------- |
| Барселона       | 3:2            | Ліон        |
| Порту           | 3:0            | Мідтьюлланн |
| Гоффенгайм 1899 | 4:2            | Реал Мадрид |
| Челсі           | 2:2 (пен. 4:2) | Динамо      |

### 1/2 фіналу
Матчі відбулися 26 квітня 2019 року на стадіоні «Коловрей» в Ньйоні.
| Команда 1       | Рахунок        | Команда 2 |
| --------------- | -------------- | --------- |
| Барселона       | 2:2 (пен. 4:5) | Челсі     |
| Гоффенгайм 1899 | 0:3            | Порту     |

## Фінал
Фінал відбувся 29 квітня 2018 року на стадіоні «Коловрей» в Ньйоні.
| 29 квітня 2019 18:00 CEST |

| Порту                           | 3–1      | Челсі     |
| ------------------------------- | -------- | --------- |
| Вієйра 17' Кейрош 55' Соуза 75' | Протокол | Редан 53' |

| «Коловрей», Ньйон Глядачів: 4,000 Арбітр: Франсуа Летексьє ( Франція) |